# Euselasia aethiops
Euselasia aethiops är en fjärilsart som beskrevs av Rebillard 1958. Euselasia aethiops ingår i släktet Euselasia och familjen Riodinidae. Inga underarter finns listade i Catalogue of Life.